# جيب فكي علوي

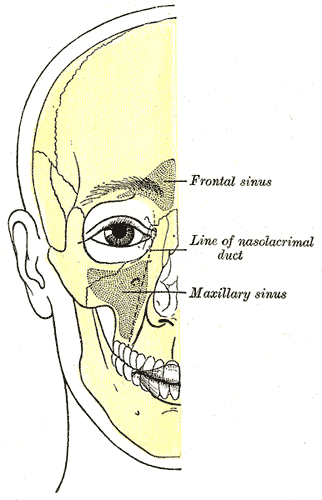

الجيب الفكي العلوي أو الجيب الأنفي الفكي هرمي الشكل (بالإنجليزية: maxillary sinus)‏ هو أكبر الجيوب المجاورة للأنف.

## البنية
يعتبر أكبر جيب هوائي في الجسم. يوجد هذا الجيب في جسم الفك العلوي، وله ثلاث تجاويف:
1. فجوة سنخية مدببة من الأسفل يحدها ناتئ سنخي.
2. فجوة وجنية مدببة من جانبي يحدها العظم الوجني.
3. فجوة تحت الحجاج مدببة بشكل أكبر يحدها السطح المداري السفلي للفك العلوي.

يتكون الجدار الوسطي بشكل أساسي من الغضروف. توجد فتحة التصريف في الأعلى على الجدار الوسطي وهي متصلة بالفرجة الهلالية من جوف الأنف الجانبي.بسبب المكان الذي توجد فيه فتحة التصريف، لا يمكن للجاذبية أن تصرف محتويات الجيوب الأنفية الفكية عندما يكون الرأس منتصبًا. تكون فوهة الجيب الفكي العلوي مرتفعة على الجدار الأوسط ويبلغ قطرها في المتوسط 2.4 مم، بمتوسط حجم حوالي 10 مل.
الجيوب الأنفية مبطنة بغشاء مخاطي، مع أهداب تتجه نحو فتحة التصريف. يشار إلى هذه البطانة الغشائية أيضًا باسم غشاء شنايدر، وهو غشاء ثنائي الصفائح نسيجيًا به نسيج طلائي عمادي طبقي كاذب على الجانب الداخلي (أو الكهفي) والسمحاق على الجانب العظمي. يختلف حجم الجيوب الأنفية باختلاف الجماجم، وحتى على جانبي نفس الجمجمة.
تنبثق القناة تحت الحجاجية عادةً في التجويف على شكل سلسلة من النتوئات ملحوظة جيدا تمتد من السقف إلى الجدار الأمامي، تظهر أحيانًا نتوءات إضافية في الجدار الخلفي للتجويف وتسببها القنوات السنخية.
تستمد الأغشية المخاطية ألياف عصبية من الجهاز العصبي اللاودي لإفراز المخاط عن طريق العصب الصخري الكبير وهو عصب يتفرع من العصب الوجهي.
توفر الأعصاب السنخية العلوية (الأمامية والوسطى والخلفية)، وهي فروع العصب الصخري الكبير تغذية عصبية.

### الجدران
يظهر جدار الأنف للجيوب الأنفية، أو القاعدة، في العظم المنفصل، فتحة كبيرة غير منتظمة، تتواصل مع تجويف الأنف.في الجمجمة المفصلية، يتم تقليل حجم هذه الفتحة إلى حد كبير من خلال العظام التالية:
- من الاعلى ناتئ شصي للعظم الغربالي.
- من الاسفل ناتئ محارة أنفية سفلية
- من الجوانب الجزء العمودي للعظم الحنكي
- من الأمام وجزء صغير من العظم الدمعي

يتواصل الجيب من خلال فتحة في الفرجة الهلالية على جدار الأنف الجانبي.
توجد على الجدار الخلفي القنوات السنخية ، التي تنقل الشريان الخلفي العلوي السنخي والأعصاب إلى الضرس. في بعض الحالات يمكن أن تكون الأرضية مثقوبة بالجزء العلوي من الأسنان.
يتكون السقف من أرضية محجر العين. يتم عبوره عن طريق الأعصاب والأوعية تحت الحجاجية.

### التطور
يتطور الجيب الفكي العلوي في الشهر الرابع من الحمل. عند الولادة يبلغ قياسه حوالي 7 * 4 * 4 ملم. يستمر في التطور طوال مرحلة الطفولة بمعدل سنوي يبلغ 2 ملم عموديًا و 3 ملم إلى الخلف. يصل إلى حجمه النهائي في العام السابع عشر إلى الثامن عشر من العمر.

## الأهمية السريرية

### التهاب الجيوب الفكية
التهاب الجيوب الفكية هو التهاب يحدث في الجيوب الأنفية الفكية. أعراض التهاب الجيوب الأنفية هي الصداع، عادة بالقرب من الجيوب الأنفية المصابة، ورائحة كريهة من إفرازات الأنف أو البلعوم، وربما مع بعض العلامات الجهازية للعدوى مثل الحمى والضعف. يمكن أن يكون الجلد الموجود فوق الجيوب الأنفية رقيقًا وساخنًا وحتى محمرًا بسبب عملية الالتهاب في المنطقة. في الصور الشعاعية، يكون هناك عتامة للجيوب الأنفية الشفافة عادة بسبب احتباس المخاط.
التهاب الجيوب الأنفية الفكية شائع بسبب العلاقة التشريحية الوثيقة بين الجيوب الأنفية الأمامية والجيوب الغربالية الأمامية والأسنان الفكية، مما يسمح بانتشار العدوى بسهولة. يجب إجراء التشخيص التفريقي لمشاكل الأسنان بسبب القرب من الأسنان لأن الألم الناتج عن التهاب الجيوب الأنفية قد يبدو مرتبطًا بالأسنان. علاوة على ذلك، تقع فتحة التصريف بالقرب من سقف الجيوب الأنفية، وبالتالي لا يتم تصريف الجيب الفكي جيدًا، وتتطور العدوى بسهولة أكبر. قد يتم تصريف الجيوب الأنفية الفكية في الفم عن طريق فتحة غير طبيعية، أو ناسور فموي، وهو خطر خاص بعد قلع الأسنان.

### الناسور الفموي الغاري
هو اتصال جسدي غير طبيعي بين الجيب الفكي والفم. هذه الفتحة موجودة فقط عند فقد الهياكل، التي تفصل عادة الفم والجيوب الأنفية إلى جزأين منفصلين.

### السرطان

سرطان الجيوب الأنفية الفكية الذي إنتشر إلى المخ

سرطان الجيوب الأنفية الفكي الذي إنتشر إلى الغدد الليمفاوية

قد يغزو السرطان الجيب الفكي الحنكي ويسبب ألم الأسنان. قد يسد أيضًا القناة الأنفية الدمعية. انتشار الورم في محجر العين يسبب جحوظ العين.

### العمر
مع تقدم العمر، قد تبدأ الجيوب الأنفية المتضخمة في إحاطة جذور الأسنان الخلفية للفك العلوي وتمديد هوامشها إلى جسم العظم الوجني. إذا تم قلع الأسنان الخلفية للفك العلوي، فقد يتمدد الجيب الفكي بشكل أكبر، مما يؤدي إلى ترقق الأرضية العظمية للناتئ السنخي بحيث لا يوجد سوى قشرة رقيقة من العظام.

## التاريخ
تم اكتشاف الجيوب الأنفية العلوية وتوضيحها لأول مرة بواسطة ليوناردو دافنشي، ولكن أول إسناد كان إلى ناثانيال هيمور، الجراح وعالم التشريح البريطاني الذي وصفه بالتفصيل في أطروحته عام 1651.

## اقرأ أيضاً
- حواجز أندروود
- جيوب أنفية

## صور إضافية

الجيوب جانب الأنفية
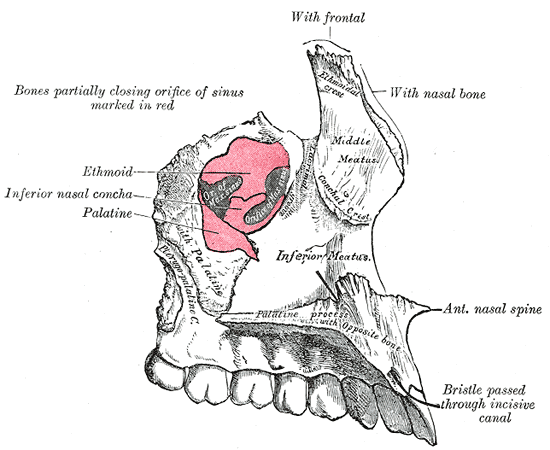
الوجه الأنفي للفك العلوي الأيسر.
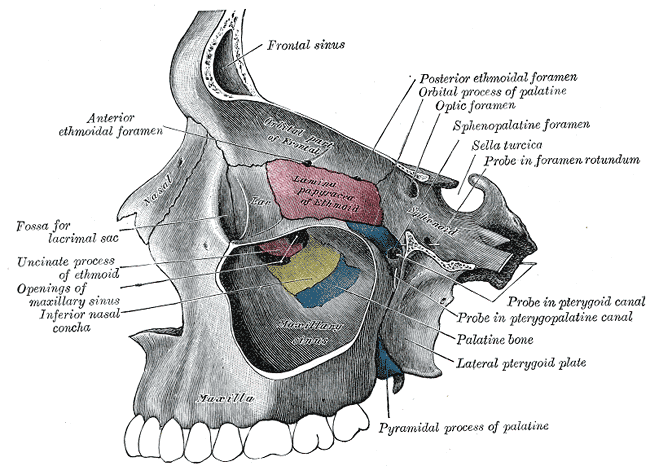
الجدار الأنسي للحجاج الأيسر.
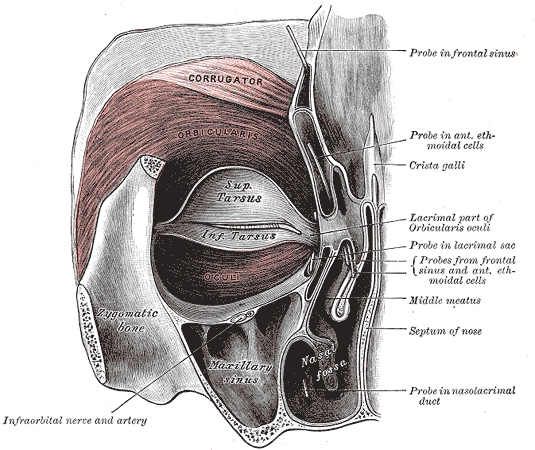
العضلة الدويرية العينية اليسرى (من الخلف).
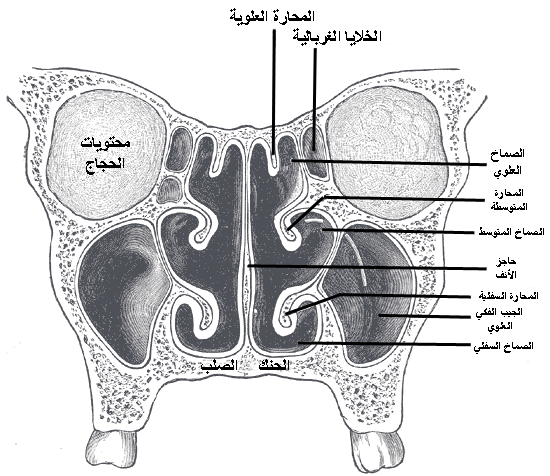
مقطع إكليلي في جوفي الأنف.
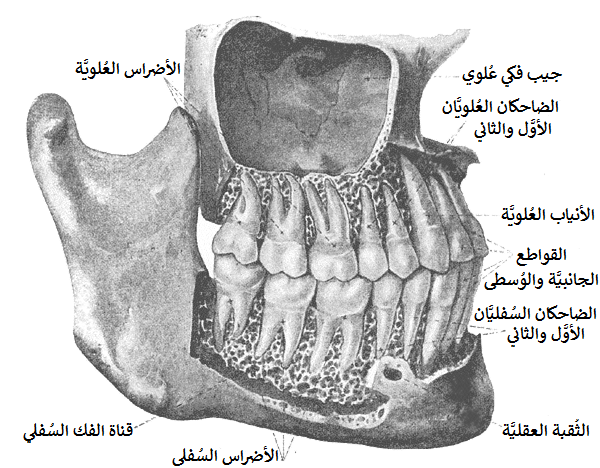
منظر من اليمين للأسنان الدائمة.
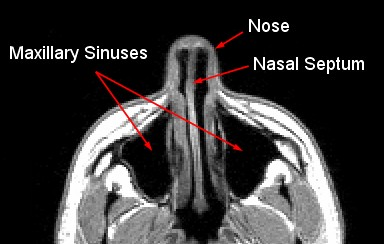
صورة بالرنين المغناطيسي للجيب الفكي العلوي.